# Porto di Amsterdam
Il  porto di Amsterdam (in olandese: Haven van Amsterdam) è il porto marittimo di Amsterdam, Paesi Bassi. È il 4° porto in Europa come tonnellaggio di carico. Il porto si trova tra la sponda di un ex baia di nome IJ e il Canale del Mare del Nord, tramite il quale è collegato al Mare del Nord. Il porto fu usato la prima volta nel XIII secolo ed è stato uno dei principali porti della Compagnia olandese delle Indie orientali nel XVII secolo. Oggi, il porto di Amsterdam è il secondo porto più grande dei Paesi Bassi, dopo il Porto di Rotterdam. Nel 2014, il porto di Amsterdam ha avuto una capacità di carico di 97,4 milioni di tonnellate, la maggior parte del quale era carico sfuso o non imballato, come petrolio o carbone.

## Storia

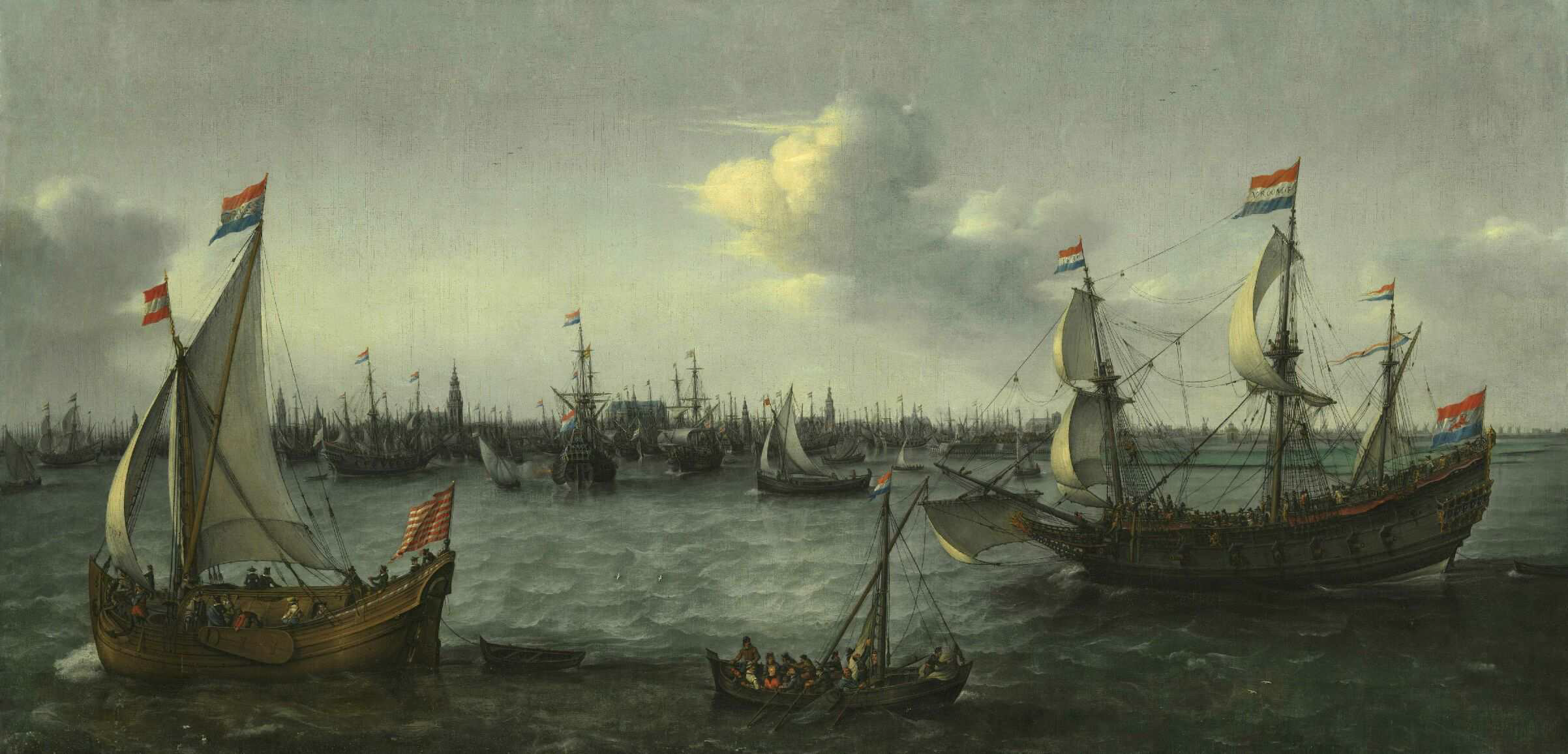
Il Porto di Amsterdam (1630) di Hendrick Cornelisz Vroom

Le prime attività portuali di Amsterdam risalgono al XIII secolo. Il porto è stato citato la prima volta nel corso dell'anno 1342, quando la città di Amsterdam ricevette i diritti di città. Durante il secolo d'oro olandese il porto è stato uno dei principali ricoveri navali della Compagnia olandese delle Indie orientali. Il canale Noordhollandsch Kanaal, che collega Amsterdam a Den Helder fu scavato tra il 1819 e il 1824. Il Canale del Mare del Nord, che collega Amsterdam a IJmuiden, fu scavato tra il 1865 e il 1876.
Altri dati relativi al Porto:
| Gestione                              | Haven Amsterdam, Società a responsabilità limitata |
| Presidente e CEO                      | Dertje Meijer                                      |
| Dimensioni totali dell'area marittima | 620 ha (1 500 acri)                                |
| Numero degli arrivi                   | in calo: 8.567 imbarcazioni marittime (2014)       |
| Tonnellaggio dei cargo                | in aumento: 97,4 milioni di tonnellate (2014)      |
| Volume container                      | in calo: 45.376 TEU (2014)                         |

## Geografia

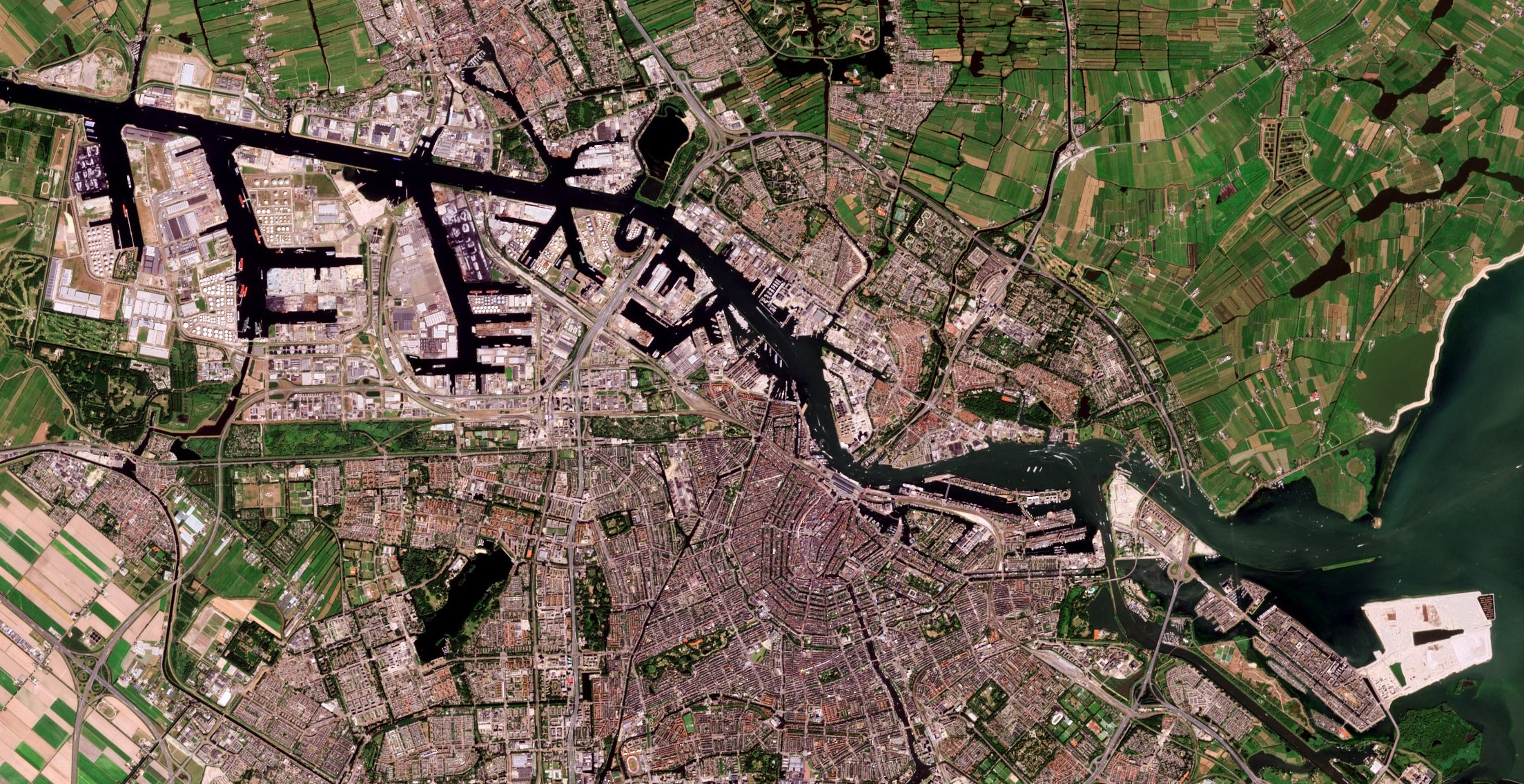
Una foto dal satellite del porto di Amsterdam

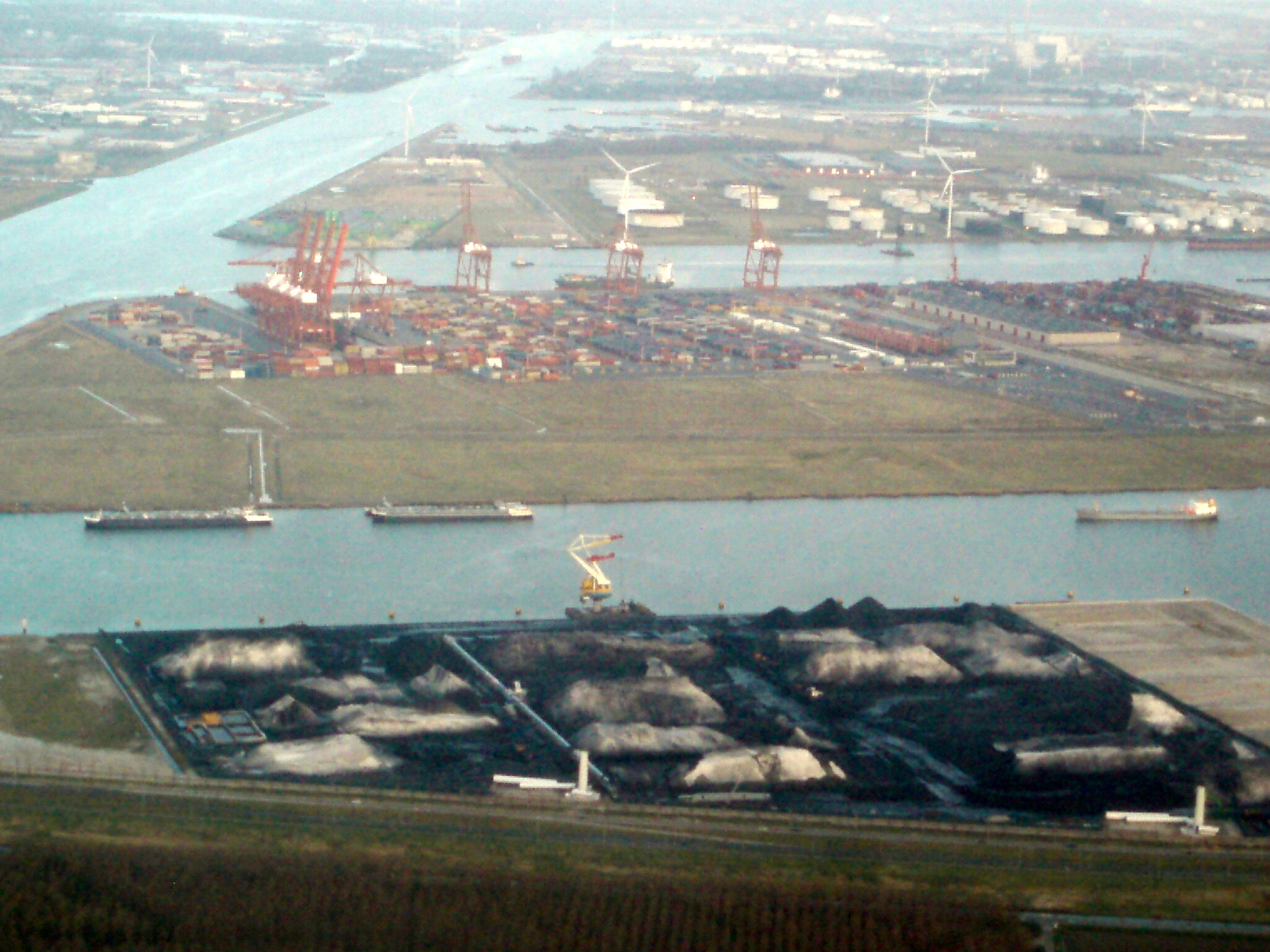
Canale del Mare del Nord, Afrikahaven, Amerikahaven e Westhaven

Il porto di Amsterdam si trova sulle rive del Canale del Mare del Nord e dell'IJ. Il porto è collegato al Mare del Nord attraverso il Canale del Mare del Nord, a Den Helder attraverso il Canale dell'Olanda del Nord, al Markermeer attraverso l'IJ e il IJmeer, e al Reno attraverso il canale Amsterdam-Reno.
In totale, il porto dispone di 620 ha (1 500 acri) di corsi d'acqua e 1 995 ha (4 930 acri) di superficie, comprese le proprietà portuali, banchine, strade, ferrovie, fossi e spazi verdi.
Il porto comprende diverse zone portuali, che fanno parte dei distretti (In olandese: stadsdelen) Westpoort, Westerpark, Centrum, and Zeeburg. Da ovest a est le aree sono:
- Porto Africa (in olandese: Afrikahaven)
- Porto America (Amerikahaven)
- Porto ovest (Westhaven)
- Porto "Jan van Riebeeck" (Jan van Riebeeckhaven)
- Porto dei Petroli (Petroleumhaven)
- Porto Coen (Coenhaven)
- Porto Mercurio (Mercuriushaven)
- Porto Hout (Houthaven)
- Banchina De Ruijter (De Ruijterkade)
- Eastern Trade Quay (Oostelijke Handelskade)
- Eastern Harbour Area (Oostelijk Havengebied)
- Entrepothaven;
- Spoorwegbassin;
- Ertshaven;
- IJhaven;
- Oosterdok;
- Westerdok;
- Minervahaven;
- Vlothaven;
- Usselincxhaven;
- Carl Reijniershaven;
- Sonthaven, Bosporushaven, Suezhaven, Beringhaven, Mainhaven, Moezelhaven e Hornhaven;
- Australiëhaven e Aziëhaven;

## Lavoro del porto

### Capacità di carico
Amsterdam dispone del quarto porto più grande d'Europa. La tabella che segue è lo sviluppo del carico nei cinque maggiori porti europei. Gli importi sono espressi in milioni di tonnellate e le merci si intendono trasportate da e verso i porti. Amsterdam risulta avere avuto la crescita più forte dal 2005. In particolare ha contribuito a questo il trasporto dei prodotti petroliferi. Amsterdam si sta sviluppando come un porto chiave in questo settore e questa posizione è stata ulteriormente rafforzata con l'apertura nel 2012 di un nuovo e grande terminal petrolifero della Vopak nell'Afrikahaven
| Haven     | 1990  | 1995  | 2000  | 2005  | 2006  | 2007  | 2008  | 2009  | 2010  | 2011  | 2012  | 2013  |
| --------- | ----- | ----- | ----- | ----- | ----- | ----- | ----- | ----- | ----- | ----- | ----- | ----- |
| Rotterdam | 287,9 | 293,4 | 322,4 | 370,2 | 376,7 | 406,8 | 421,1 | 387,0 | 429,9 | 434,6 | 441,5 | 440,5 |
| Anversa   | 102,0 | 108,1 | 130,5 | 160,1 | 167,4 | 182,9 | 189,4 | 157,6 | 178,2 | 187,2 | 184,1 | 190,8 |
| Amburgo   | 61,4  | 72,1  | 85,1  | 125,7 | 134,9 | 140,4 | 140,4 | 110,4 | 121,2 | 132,2 | 130,9 | 139,0 |
| Amsterdam | 47,0  | 50,3  | 63,9  | 74,9  | 84,4  | 87,8  | 94,8  | 86,7  | 90,8  | 93,1  | 94,3  | 95,8  |
| Marsiglia |       |       |       | 96,6  | 100,0 | 96,3  | 96,0  | 83,2  | 86,0  | 88,1  | 85,6  | 80,0  |

Nel 1990 ad Amsterdam e negli altri porti della zona del canale del Mare del Nord furono trasportate un totale di 47 milioni di tonnellate di merci. Amsterdam era già da sola, con 31 milioni di tonnellate, il più grande porto della regione. Nel 2010, queste cifre salirono rispettivamente a 91 milioni di tonnellate ed a 73 milioni di tonnellate. La produttività del porto di IJmuiden, il numero due nella regione, rimase relativamente costante in questo periodo, circa 20 milioni di tonnellate all'anno. Ciò riguarda in particolare il carbone e il minerale di ferro per le acciaierie Corus. La forte crescita della produttività nel porto di Amsterdam tra il 1990 e il 2010 è avvenuta principalmente nella manipolazione dei prodotti petroliferi; questo rendimento aumentò da 11,7 milioni di tonnellate a circa 35 milioni di tonnellate. Anche il carbone ha mostrato una significativa crescita dei volumi di traffico nello stesso periodo, da 5,5 milioni di tonnellate a 14 milioni di tonnellate.
Nel 2012 la capacità di carico del porto di Amsterdam è aumentata a 77,1 milioni di tonnellate circa, il 3% in più rispetto all'anno prima. Si tratta di un nuovo record dal 2008, quando con 76 milioni di tonnellate Amsterdam segnò un traguardo. Il carico di prodotti petroliferi nel 2012 è aumentato dell'11%, a 41 milioni di tonnellate. Il carico del carbone è rimasto stabile a 15,6 milioni di tonnellate. Le biomasse sono scese del 15% a 6,8 milioni di tonnellate. Il trasbordo di container è aumentato del 35% a 800.000 tonnellate. Il trasbordo di automobili e altri veicoli è sceso del 36% a 600.000 tonnellate. Il carico di altre merci varie è salito del 53% a 2,2 milioni di tonnellate.
È stato calcolato che Amsterdam, per i trasbordi, sia il quarto porto più grande d'Europa dopo Rotterdam, Anversa e Amburgo. Nel 2011 hanno fatto sosta ad Amsterdam in totale di 123 navi da crociera marittima e 1329 navi da crociera fluviale.

### Porto merci
In termini di volume di carico, il porto di Amsterdam è il secondo porto più grande dei Paesi Bassi dopo il porto di Rotterdam.
Nel 2008, 6.029 navi d'alto mare hanno fatto sosta nel porto di Amsterdam, con una capacità di carico di 75,8 milioni di tonnellate, la maggior parte delle quali era carico sfuso. Nello stesso anno, il volume totale dei container è stato di 435.129 TEU. Sia il numero di navi che il tonnellaggio del carico e la portata dei container è aumentata rispetto al 2007.
Nel 2008, il fatturato totale è stato di € 125.300.000 e l'utile netto € 45,0 milioni. Si tratta di un calo minimo rispetto al volume di affari e alla redditività del 2007.
Nel 2008, il porto stesso aveva 361 dipendenti, ma il numero di dipendenti indiretti è di circa 55.000. Il 7 luglio 2009, la signora Dertje Meijer stata nominata direttore del porto da parte del governo di Amsterdam.

### Porto da crociera
Il porto di Amsterdam è il terzo più grande porto da crociera d'Europa, con 140 navi da crociera per mare e 1500 navi da crociera fluviale; quasi 700.000 croceristi vengono a visitare Amsterdam in crociera.
Nel mese di settembre 2015, la MSC Splendida ha visitato Amsterdam. Con la sua lunghezza di 333,33 metri e una larghezza di 38 metri, è stata la nave da crociera più grande mai arrivata ad Amsterdam.
Nel 2015 il porto di Amsterdam ha anche vinto il premio per il porto internazionale da crociera dell'anno. Amsterdam ha 2 terminal per crociere: l'Amsterdam Passenger Terminal nel centro della città e uno dopo le chiuse a IJmuiden. Amsterdam è anche il porto di partenza della MS Koningsdam, la nuova nave dell'Americaline Olanda.

## Cooperazione internazionale
Il porto di Amsterdam ha collegamenti con i porti delle seguenti città:
- Porto di Accra, Ghana
- Porto di Pechino, Cina
- Porto di Città del Capo, Sudafrica
- Porto di San Pédro, Costa d'Avorio
- Porto di Tientsin, Cina
- Porto di Xiamen, Cina
- Zona economica libera della Baia di Gwangyang, Corea del Sud (2018)

## Capitani di porto
Nel 2004 la signora Kee è diventata il primo comandante del porto di sesso femminile di un porto di mare nel mondo, succedendo a Cor Oudendijk. A partire dal 1 aprile 2010 Astrid Kee fu sostituita da Janine van Oosten come master del porto, capo del Nautical Port Settore Amsterdam e direttore della Direzione centrale nautica. Nel 2015 Janine van Oosten è stata seguita da Marleen van de Kerkhof.

## Galleria d'immagini

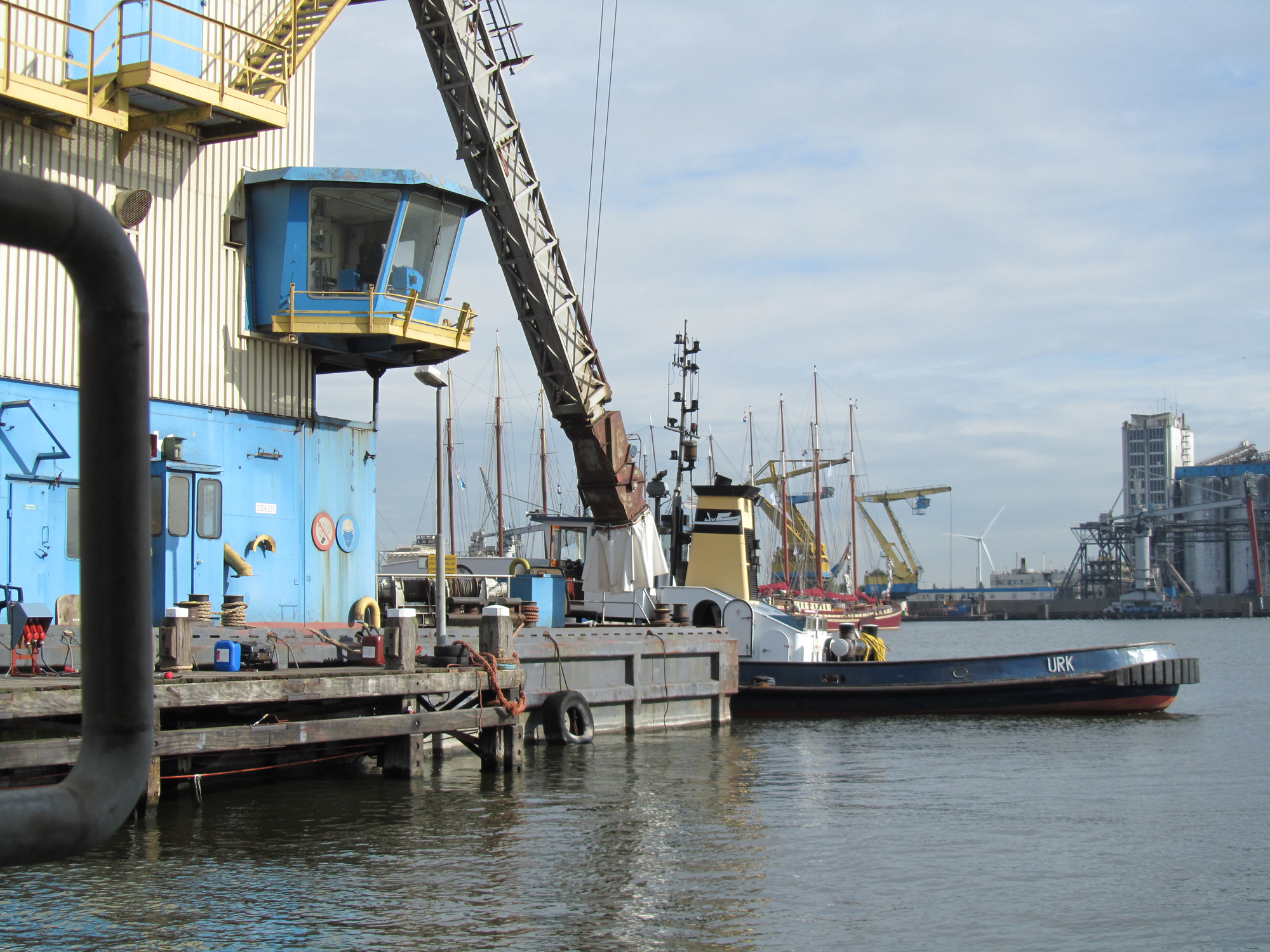
Porto di Nettuno
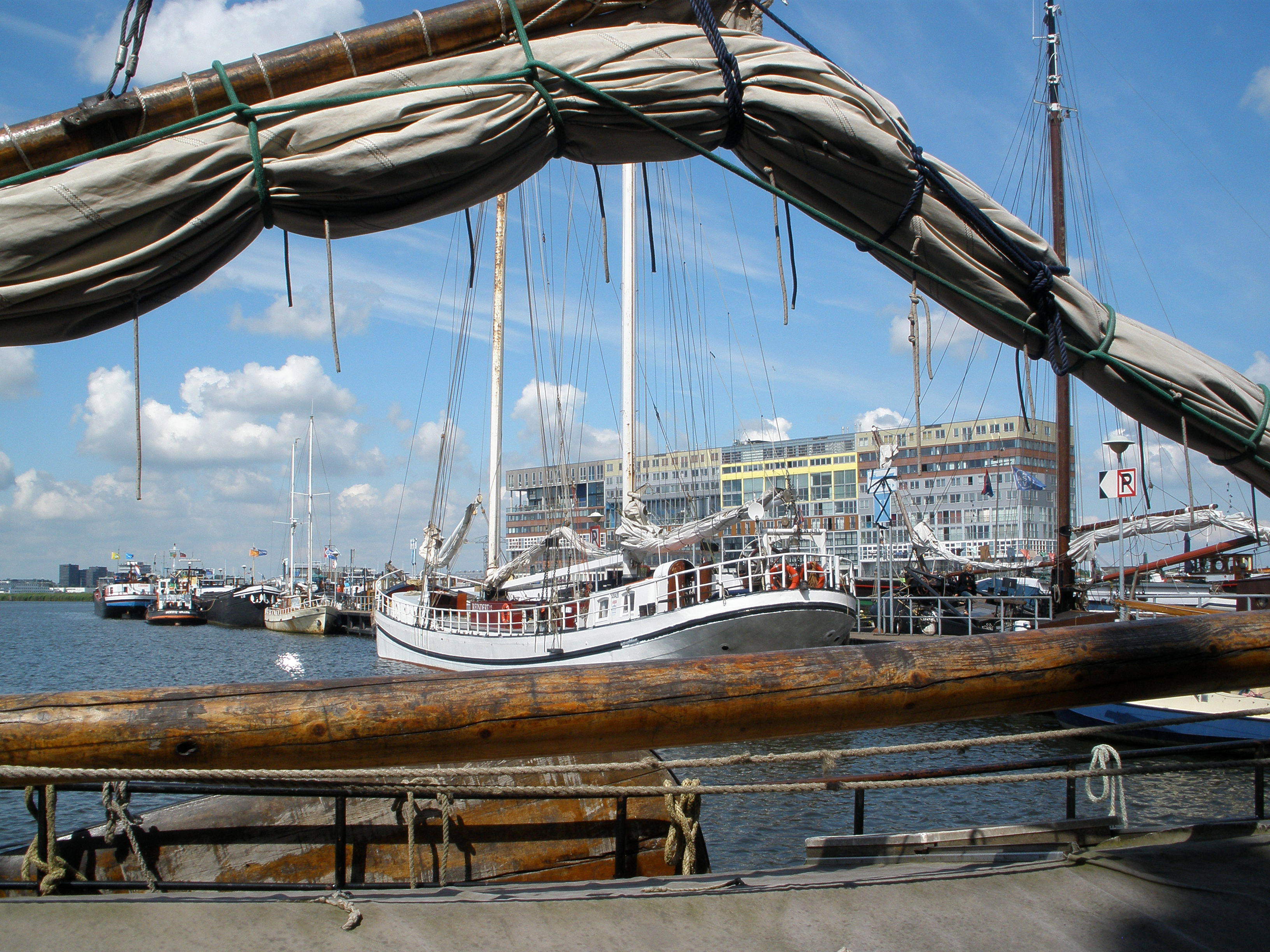
Houthaven
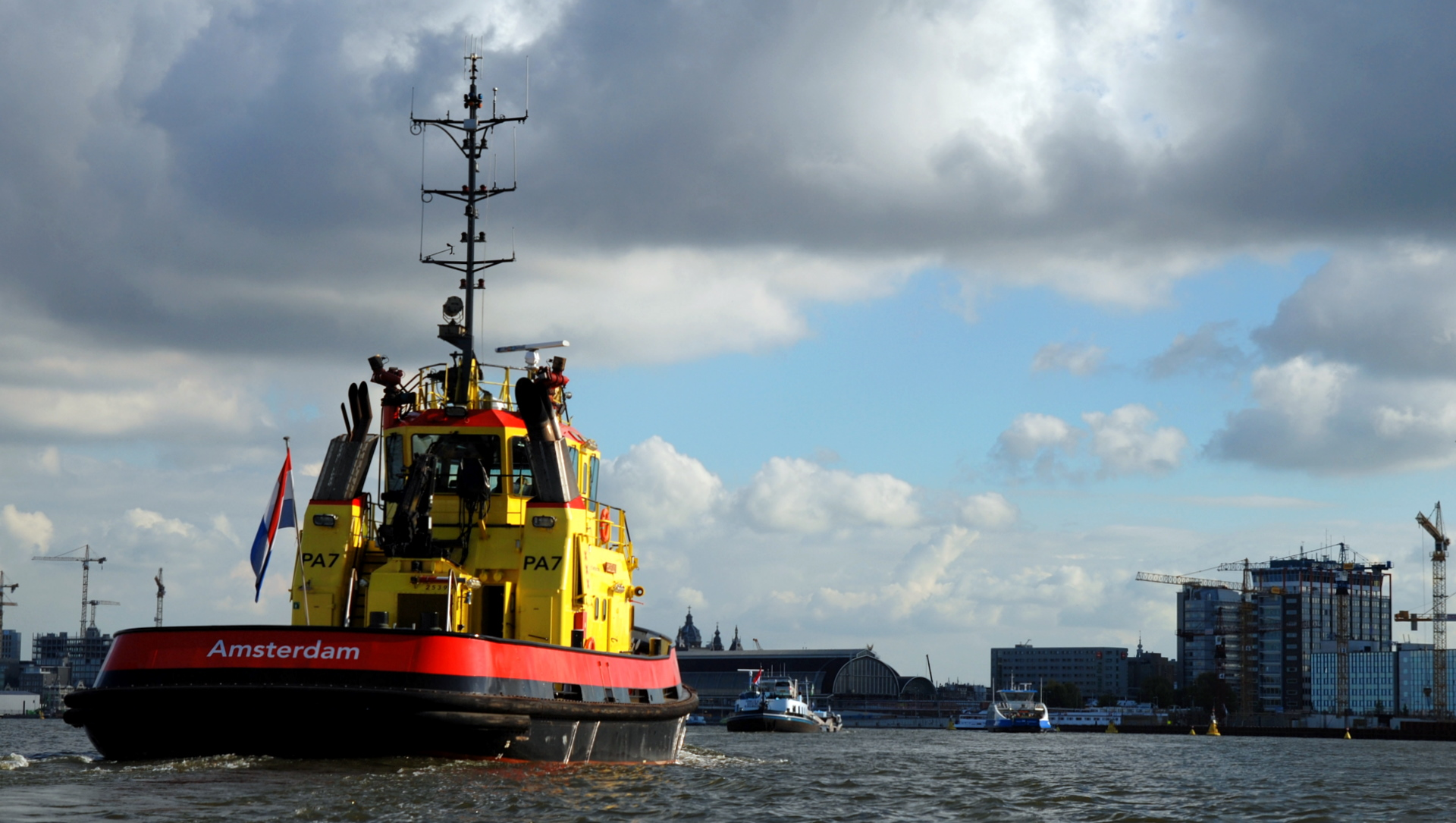
Il Poseidon, il rimorchiatore del porto
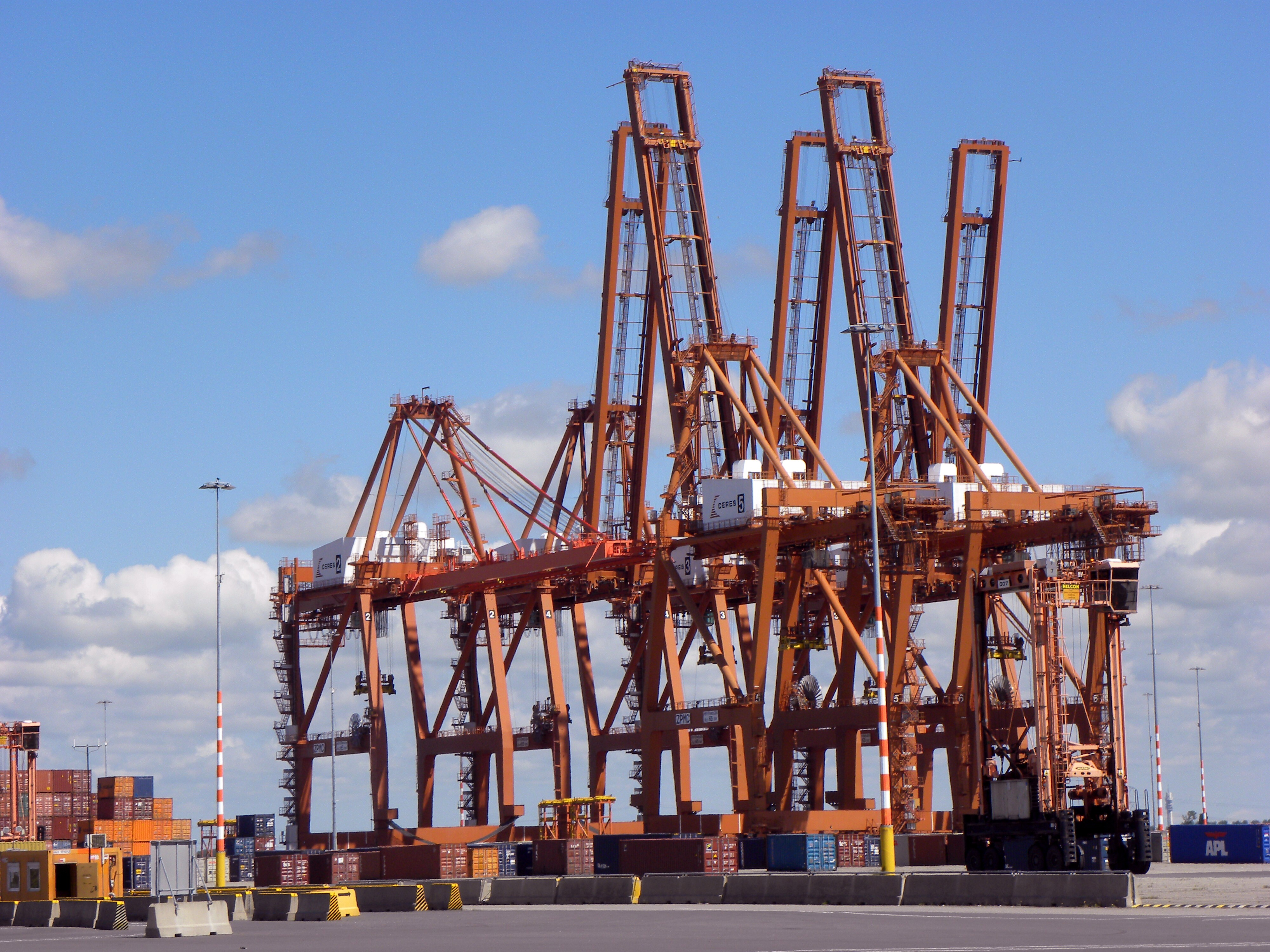
Porto Alaska (container)
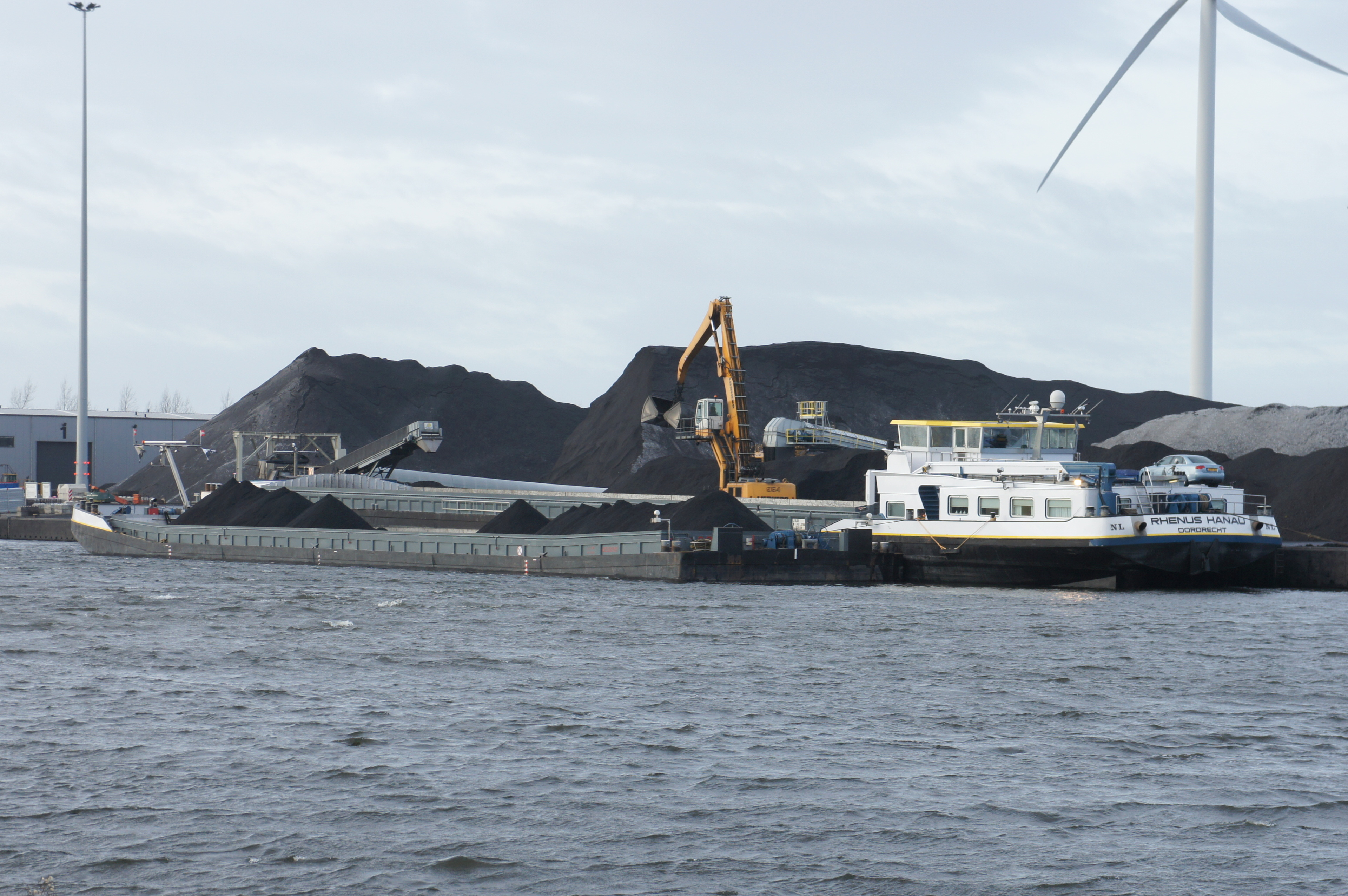
Porto Zanzibar
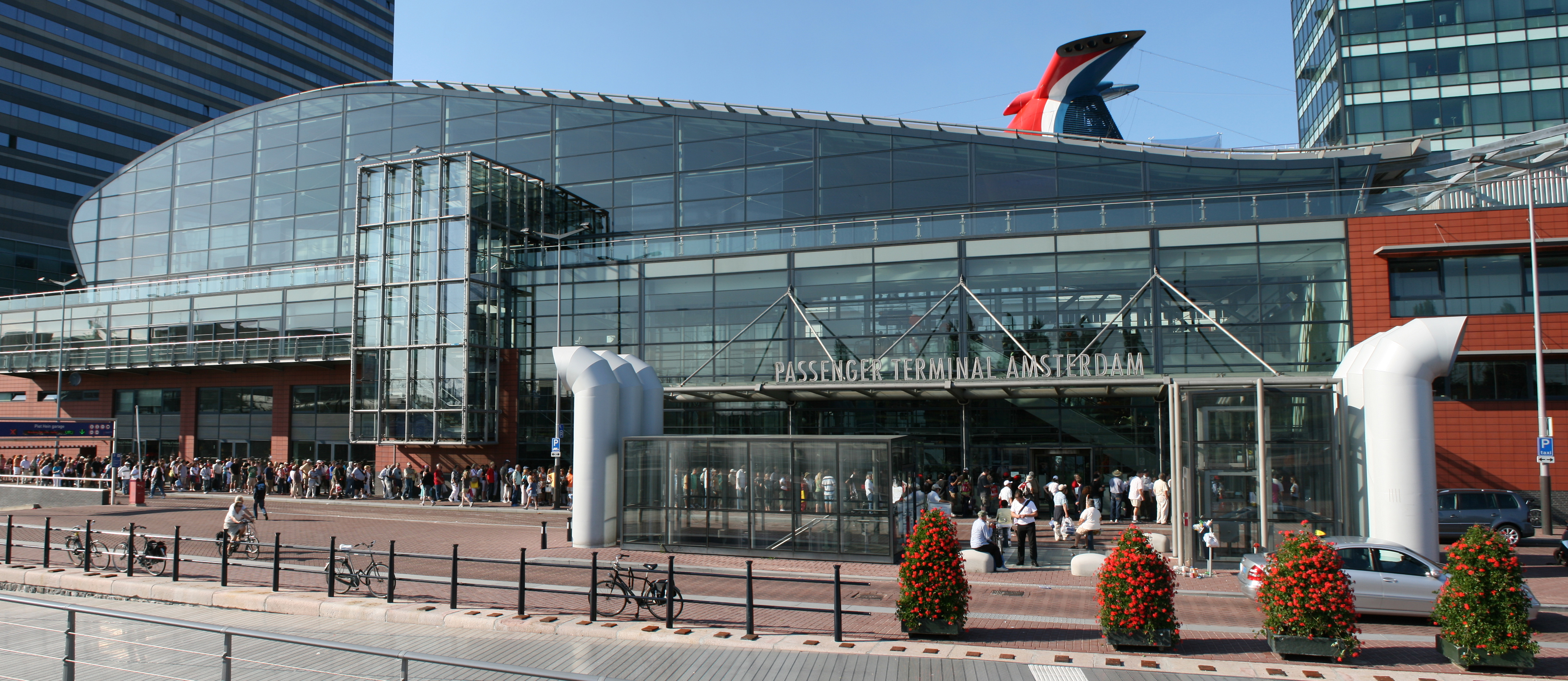
Terminal Passeggeri
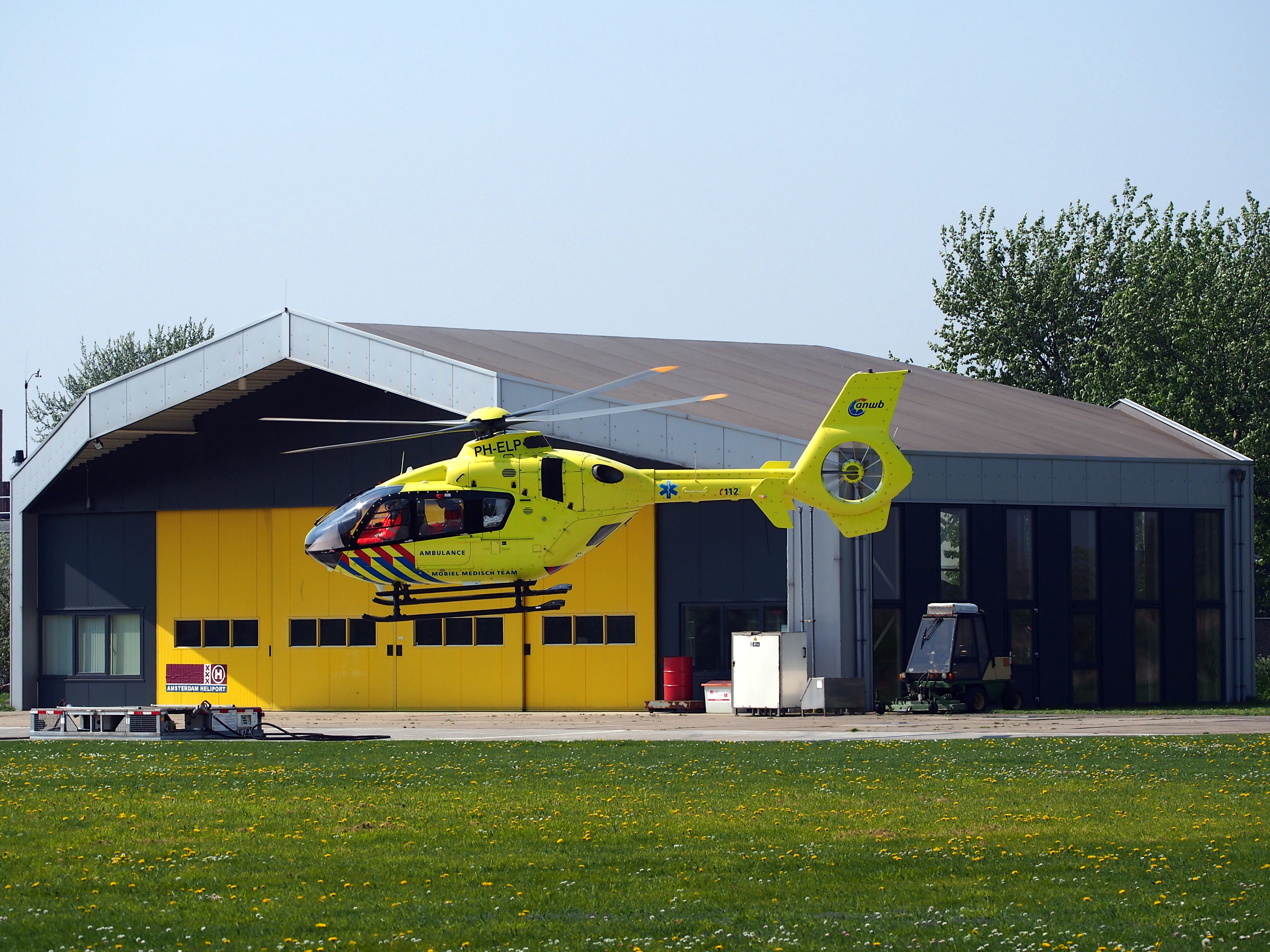
L'Eliporto nel porto